# Portada/efemèride desembre 30
Plànol del Gran Metro de 1925.
« 29 de desembre · 30 de desembre · 31 de desembre »